# 큐 왕립식물원
큐 왕립식물원(영어: Royal Botanic Gardens, Kew)은 영국의 수도 런던 남서부의 큐에 있는 왕립식물원이다. 2003년에 유네스코 세계 유산에 등록되었다.

## 같이 보기
- 영국의 세계유산